# Microlestes fulvibasis
Microlestes fulvibasis es una especie de escarabajo de la familia Carabidae.

## Distribución geográfica
Se distribuye por el paleártico: Europa, norte de África y la mitad occidental de Asia.